# Štuclinka a Zachumlánek
Štuclinka a Zachumlánek je kniha pro děti od českého spisovatele Františka Nepila, která poprvé vyšla v roce 1994. Vypráví příběh o dvou šikovných dětech, které si musí poradit samy, neboť kmotřínek, který se o ně stará, náhle onemocněl a musel odjet do nemocnice. Autor v knize vypráví 16 příběhů, ve kterých Štuclinka a Zachumlánek společně se psem Matlafouskem řeší řadu obtíží, které se jim postaví do cesty.

## Děj
Příběh začíná jedním zimním dnem, kdy musel kmotřínek odjet do nemocnice a Štuclinka zůstala na práci kolem chaloupky sama. Nebyla však úplně sama, na pomoc jí přišel Zachumlánek se psem Matlafouskem. Během několika zimních dní řešili řadu situací, ať už od zateplení pumpy, aby nezmrzla, přes výrobu šněhometu, dřevošmiku až po chystání štědrovečerní večeře a zdobení stromečku. Štuclince a Zachumlánkovi také pomáhal pan Hajný s jeho manželkou, kteří jim nosili jídlo nebo dřevo. Naopak zajíc Cenítko příliš radosti dětem nedělal, provokoval psa Matlafouska, který se vždy rozběhl zajíce honit. Nakonec však všechny příhody Štuclinka se Zachumlánkem často vtipně s velkou dávkou fantazie vyřešili a mohli tak přivítat uzdraveného kmotřínka, který se vrátil z nemocnice.

## Kapitoly
1. Kterak došel kmotřínkovi česnek
2. Kterak Štuclinka musela sama hospodařit
3. Kterak Zachumlánek vymyslel sněhomet
4. Kterak Zachumlánek se Štuclinkou byli samé zachraňování
5. Kterak se Zachumlánek vypravil na se Štuclinkou na soušku
6. Kterak Zachumlánek vymyslel dřevošmik
7. Kterak Zachumlánek se Štuclinkou dělali honce
8. Kterak byli Zachumlánek se Štuclinkou nadělovat
9. Kterak Zachumlánek kazil Štuclince draní
10. Kterak Zachumlánek se Štuclinkou neměli nic na stromeček
11. Kterak Zachumlánek se Štuclinkou přišli k bramborovému salátu
12. Kterak Zacumlánek vymyslel lyžařský výtah
13. Kterak Zachumlánek udělal objev všech objevů
14. Kterak Zachumlánek se Štuclinkou udělali matějskou
15. Kterak se kmotřínek vrátil
16. Kterak to všechno dopadlo

## Přijetí díla a interpretace
Kniha Štuclinka a Zachumlánek je primárně určena pro děti, avšak kvůli svému příběhu a použitému jazyku si nachází velkou oblibu i u starších čtenářů. V celém díle převládá dle slov Zdeňka Karla Slabého vlídnost, pohoda, radost z vyprávění, možná i z pobavení autora samotného a v neposlední řadě použití ladné češtiny. Jako jedno z doporučení pro příští tvorbu autora Františka Nepila zmiňuje, že by ocenil více bezprostřednosti, kuráže a vybočení ze zažitých stereotypů. Je však otázkou, zda je to v autorově situaci nutné, neboť i přes určitou stereotypnost jsou jeho díla velmi oblíbená.  Podobný názor na knihu má i Dagmar Šafaříková, která umění Františka Nepila přirovnává ke kvalitám dalších slavných autorů jako například Josefu Ladovi, bratrům Čapkovým, Vladislavu Vančurovi, L. Sekyrovi či Jiřímu Trnkovi. Na díle autorka recenze oceňuje použitý humor plný obraznosti, citu, poezie, ale také lišáckou ironii, kterou František Nepil v díle používal.

## Adaptace
Motivy Františka Nepila byly také v roce 1999 zpracovány do seriálové podoby, jejímž režisérem se stal Ivan Renč.